# Club Atlético Defensores de Yuto
El Club Atlético Defensores de Yuto es un club argentino de la ciudad de Yuto, Jujuy, Argentina. Fue fundado el 3 de noviembre de 1925 por obreros y empleados del ingenio Yuto.

## Historia
El Club Atlético Defensores de Yuto se fundó el 3 de noviembre de 1925 y años más tarde se afilió a la Liga Regional Jujeña, en la categoría intermedia de ascenso. Once años después de haberse fundado como institución deportiva, se afilio a la liga Jujuy.[cita requerida] Además, el Club Atlético Defensores de Yuto fue miembro fundador de la Asociación Cultural de Fútbol.El club disputó oficialmente varios campeonatos, llegando a conseguir un título de la mano de jugadores destacados como Raimundo Sandoval o Goyino García, entre otros.
El club es conocido por los apodos de Los Gauchos y León, este último uno de los más populares del club.

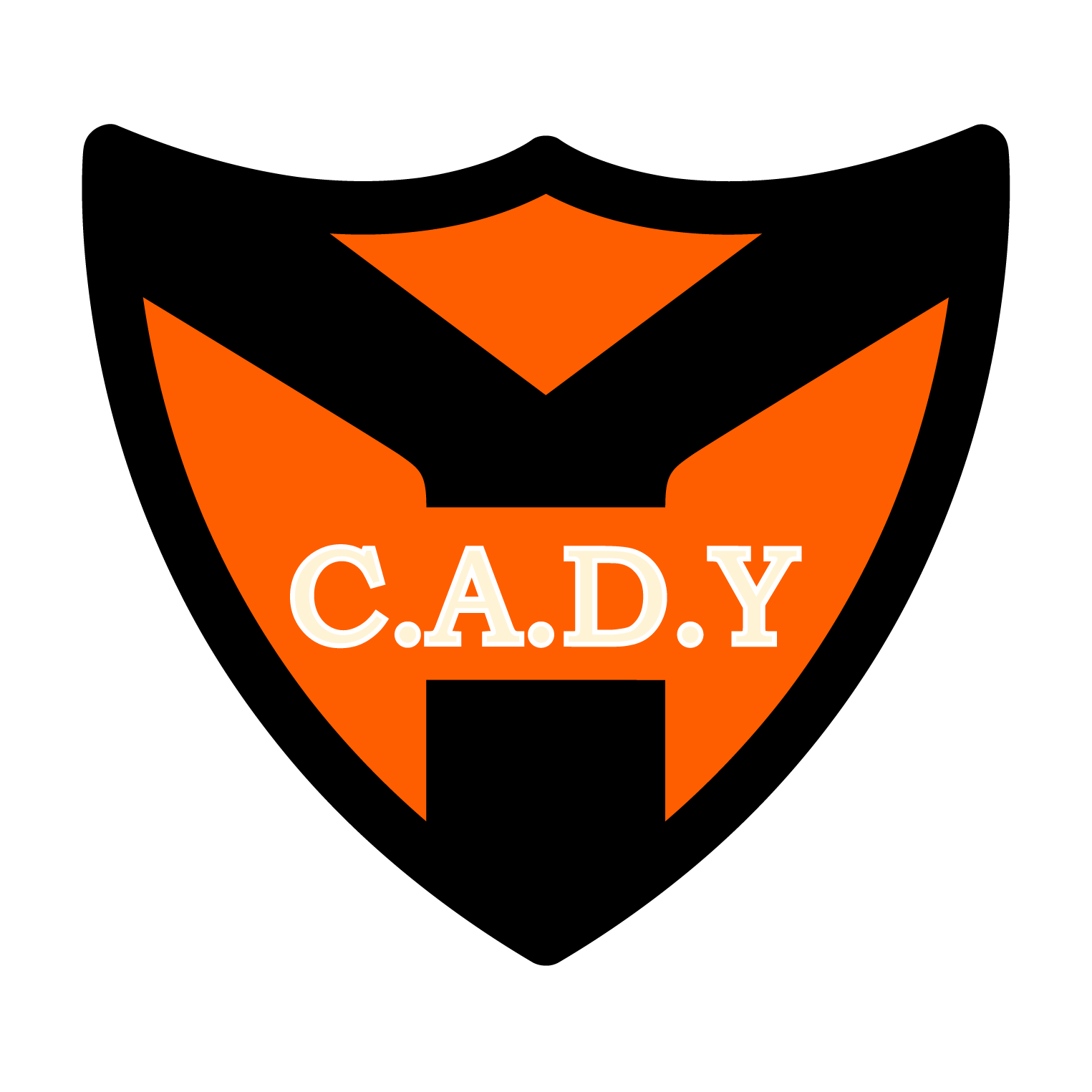
Club Atlético Defensores de Yuto

## Estadio
El Club Atlético Defensores de Yuto utiliza el estadio del Complejo Municipal Juan Domingo Perón. El estadio fue renovado totalmente en 2020.[cita requerida]
El Club Atlético Defensores de Yuto se convirtió en el único inquilino de Juan Domingo Perón en junio de 2020. Su primer partido en el Juan Domingo Perón fue en un derbi contra él, el 10 de noviembre de 2020, el entonces holding del club. La ciudad de Yuto amplió la concesión del estadio por 1 año en 2020. El Club Atlético Defensores de Yuto se hizo cargo por completo del Juan Domingo Perón y la sede del club de la capital de Yuto fue trasladada a un nuevo edificio de oficinas en el estadio en 2020. La mayor asistencia promedio como local del Juan Domingo Perón se registró durante la temporada 2020 con 800 espectadores por partido. La asistencia récord en casa del Club Atlético Defensores de Yuto es de 900 espectadores y fue registrado en los cuartos de final de la Copa Jujuy contra el belga en 2020.